# Dones de Mongòlia
Les dones de Mongòlia són dones nascudes, que viuen o provenen de Mongòlia. La condició de la dona a Mongòlia és una excepció en comparació amb la de les dones dels països asiàtics veïns. Excloses algunes de les discriminacions que es troben en altres països del món, malgrat una jerarquia de gèneres i tradicionalment una separació de rols i tasques, romanen excloses del poder polític, amb una disminució des del 1992, i pateixen discriminació pel que fa a la igualtat d'accés a la feina i la renda.
Són víctimes de violència de gènere i prostitució forçosa, segons el govern, que indica que ha de continuar els seus esforços per assolir la paritat i el reconeixement dels seus drets.

## L'estatus tradicional de les dones mongoles
Les dones mongoles han tingut històricament un estatus una mica més elevat que les dones d'altres cultures de l'Àsia oriental. Les dones de Mongòlia van tenir un paper vital en la vida familiar i econòmica. Algunes dones d'elit tenien més oportunitats que les dones pobres, tot i que l'estil de vida exigent requeria que totes les dones treballessin. Cada membre de la llar tenia responsabilitats, tot i que les de les dones tendien a assumir càrregues molt més grans. En moltes cultures, s'esperava que les dones assumissin les tasques domèstiques en una llar, però les dones de Mongòlia també feien tasques fora de la llar, com tenir cura dels animals, fabricar productes lactis, tallar la llana i adobar pells. Mitjançant el seu treball domèstic, les dones dels grups d'elit de la societat van poder aprofundir en els seus papers per obtenir una quantitat substancial de poder. Les menys afortunades no van poder beneficiar-se del seu treball domèstic. Quan l'Imperi Mongol es va esfondrar, les dones pobres de la societat no van poder rebre cap mena d'assistències sanitàries adequades ni cap oportunitat d'educació i lleure.
Les dones nòmades de Mongòlia han estat normalment les responsables de recollir galledes d'aigua, cuinar menjars per a la família, mantenir el bestiar, recollir llenya per la llar de foc, alletar i criar fills, fer roba i, generalment, encarregar-se de tots els assumptes domèstics.
La història ha demostrat que la percepció de les dones mongoles actualment ha revelat moltes contradiccions. Moltes cultures que envolten les dones mongoles les veuen com a subordinades als homes; encara per a les dones mongoles actuals, els homes estan dominats per una dona noble. Es diu que les dones mongoles han tingut tradicionalment un grau més alt de posicions i autonomia socials que les dones de les societats islàmiques d'Àsia, Xina i Corea. Per a les dones que es quedaven vídues o es quedaven soles quan els seus marits marxaven a lluitar, assumir tota la feina era sovint un compromís habitual. Tot i que això va tenir lloc en moltes societats mongoles, les dones encara se les consideraven subordinades als homes. Les dones tenien restriccions domèstiques en allò que feien i no tenien permès realitzar-les quan els seus marits eren al seu voltant. Les accions fermes d'aquesta subordinació es van dur a terme en activitats diàries, com les dones només podien cuidar ovelles, però els homes eren els responsables dels cavalls (un xai vers un semental en termes històrics genèrics).

## La República Popular de Mongòlia
La República Popular de Mongòlia és el període de la història mongola que va existir entre 1924 i 1992 com a estat socialista sobirà unitari a l'Àsia oriental. Va ser governat pel Partit Revolucionari del Poble de Mongòlia  i va mantenir estrets vincles amb la Unió Soviètica al llarg de la seva història.
Durant aquest període, les dones mongoles van obtenir de iure igualtat de drets. Tenien participació universal a tots els nivells d'educació. El 1985, el 63% dels estudiants dels centres d'educació superior eren dones i el 58% dels estudiants de secundària. Durant el termini, hi havia un 51% de dones treballadores i un 49% homes.
Les dones amb estudis van començar a ensenyar i assumir el càrrec al departament de medicina el 1979. Generalment, es considerava l'ensenyament i la medicina com els camps més femenins; més del 60% de tots els metges eren dones, i el 67% de tots els professors de les escoles generals i un 33% dels professors de les escoles d'ensenyament superior eren dones. Tot i tenir igualtat legal formal, com en altres estats socialistes, les dones de facto romanien subordinades als homes.

## Indicadors sociodemogràfics

### Relació entre sexes, esperança de vida i salut
El 2005-2006, la relació entre sexes entre el naixement i els quatre anys és de 104, que és la xifra mitjana que s'espera a nivell mundial en absència de discriminació com l'avortament selectiu o l'excés de mortalitat de les nenes com a conseqüència de negligències.
L'esperança de vida és de 68 anys, que és de 5 anys més que els homes, cosa que reflecteix l'absència de discriminacions trobades a països asiàtics com la Xina, l'Índia, el Pakistan, el Nepal o Bangladesh.
En termes de salut, les dones rurals mongoles, com els homes, pateixen una infraestructura deficient i un deficient accés als serveis assistencials, agreujada per la desertització rural, que va provocar la sortida de metges (dones en la seva majoria). El govern va prendre mesures per reduir la taxa de mortalitat perinatal materna entre 1990 i 2015, amb l'objectiu de reduir de 200 a 50 el nombre de morts per cada 100.000 naixements. Aquestes mesures van suposar la creació d'hospitals de maternitat en hospitals de districte (soums) i de províncies (aimags), i l'establiment d'un servei de telediagnòstic d'emergència dedicat a dones i nens. Es va assolir la taxa de 50 per 100.000 el 2008. A continuació, va tornar a augmentar a causa de les condicions meteorològiques difícils i un brot de H1N1. Aquesta taxa està molt diferenciada segons l'estatus social i l'àrea d'habitatge, i es manté elevada a les zones rurals. Malgrat aquesta millora, el govern mongol denuncia una situació preocupant de la salut de les dones en edat reproductiva; el 46% d'elles pateixen malalties cròniques, combinades amb una elevada taxa de multi-patologies, que va provocar 50 % d'embarassos difícils el 2008. D'altra banda, els càncers es detecten molt tard, com és el cas del 80% dels càncers de mama.

### Educació

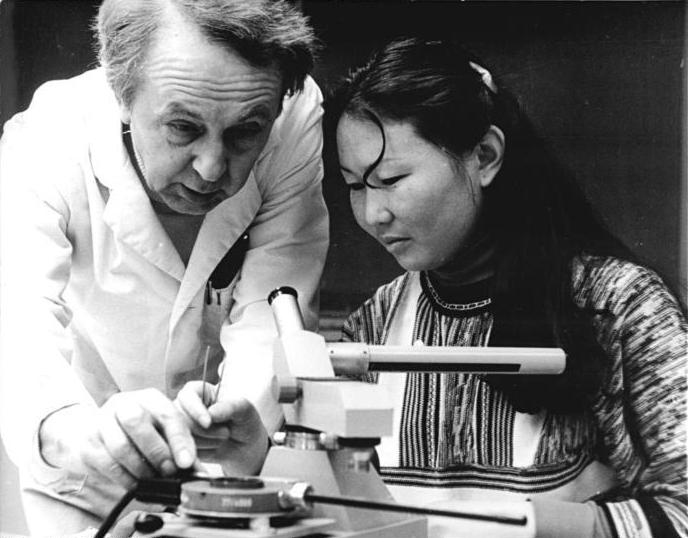
Llicenciada mongola en formació postgrau a la Universitat de Leipzig (RDA), el 1983

El 2005, Mongòlia va registrar els índexs d'escolarització més alts a l'educació superior d'Àsia, amb 114 noies per cada 100 nois cursant l'ensenyament secundari, i 164 noies per cada 100 nois que assistien a la universitat. Tanmateix, aquest avantatge educatiu no es tradueix en llocs de treball més remunerats. L'any 2001, la Comissió per a l'eliminació de la discriminació contra les dones (CEDAW) va assenyalar, entre els aspectes positius, els avenços en l'accés de les dones a l'educació, però es preocupava, tanmateix, «que la pobresa està molt estesa entre les dones a causa de la privatització i altres factors relacionats amb la transició cap a una economia de mercat».
Durant el període 2007-2010, l'índex d'escolarització a l'ensenyament secundari va disminuir, amb 107 noies per cada 100 nois.

### Ocupació i vida econòmica
Segons l'informe anual 2012 del Fòrum Econòmic Mundial sobre les diferències de gènere, Mongòlia és el primer lloc mundial per la participació de les dones en la vida econòmica i les «oportunitats» per a les dones. Aquest informe inclou cinc classificacions:
- Relació d'ocupació laboral; amb un índex de participació femenina del 71% enfront del 80% dels homes, Mongòlia ocupa el 27è lloc;
- Relació bretxa salarial; amb una relació homes-dones del 77%, Mongòlia ocupa el 9è lloc;
- Relació d'ingressos estimats; amb ingressos de 4.125 dòlars les dones enfront de 5.419 dòlars els homes, Mongòlia ocupa el 18è lloc;
- Relació d'ocupació de càrrecs executius; amb el 47% de dones per al 53% d'homes, Mongòlia ocupa el 6è lloc;
- Relació professionals i tècnics qualificats; amb el 55% de les dones i el 45% dels homes, Mongòlia ocupa el 36è lloc.[13]

Tanmateix, aquest rànquing es basa en estadístiques oficials de vegades disputades (així, el Consell Econòmic i Social de les Nacions Unides va rebutjar la taxa d'atur del 6% presentada el 2003, considerant-la més propera al 50%). D'altra banda, la metodologia emprada té diversos esbiaixats. Així, els ingressos dels treballadors autònoms s'avaluen segons els dels empleats; tanmateix, aquest és el cas de la meitat de la feina a Mongòlia, ja que les dones que treballen en un entorn familiar no sempre es paguen individualment (encara que tradicionalment gestionen el pressupost familiar). No es té en compte la participació en el sector informal. No es comunica la metodologia per establir la proporció d'igualtat salarial.

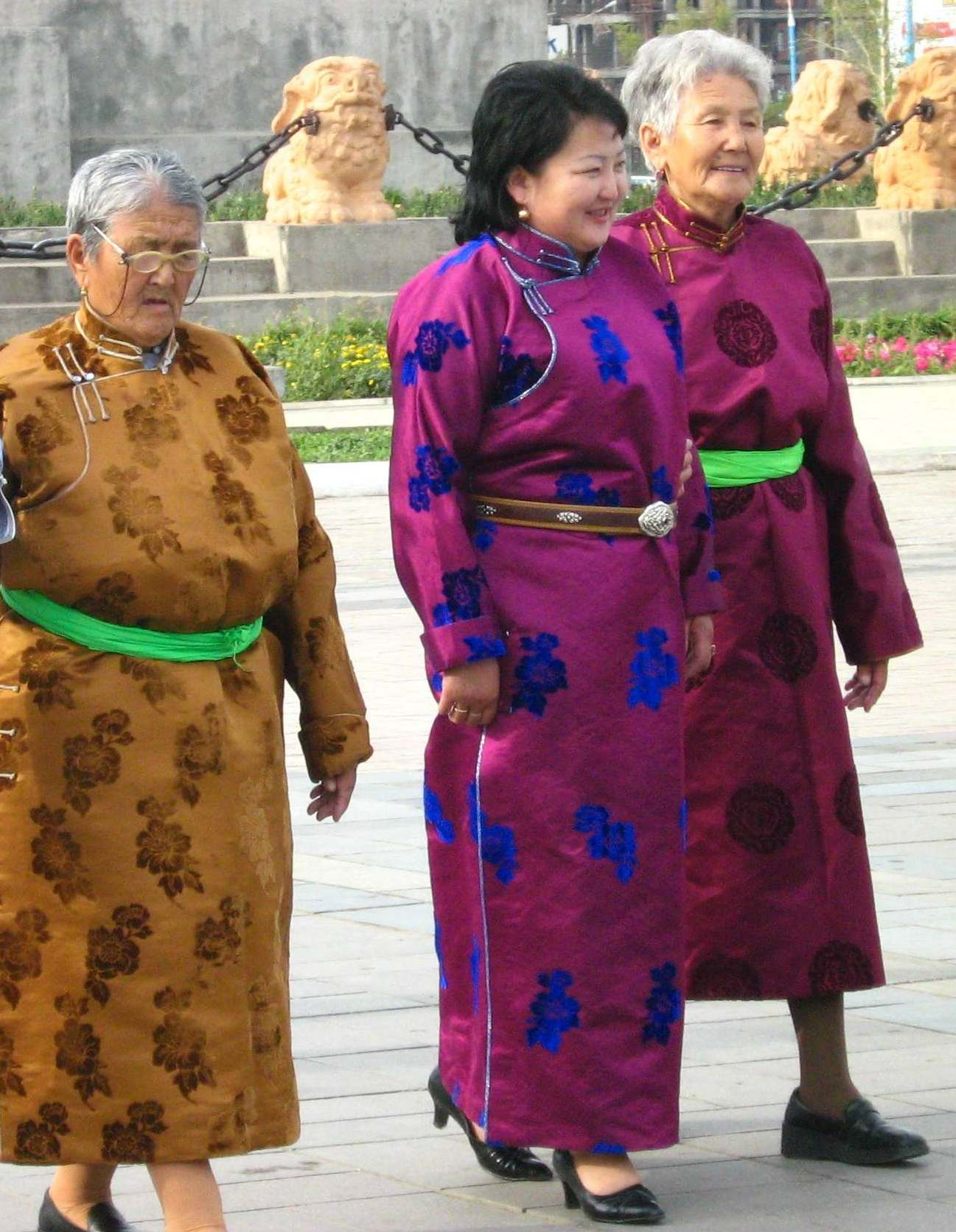
Dones mongoles
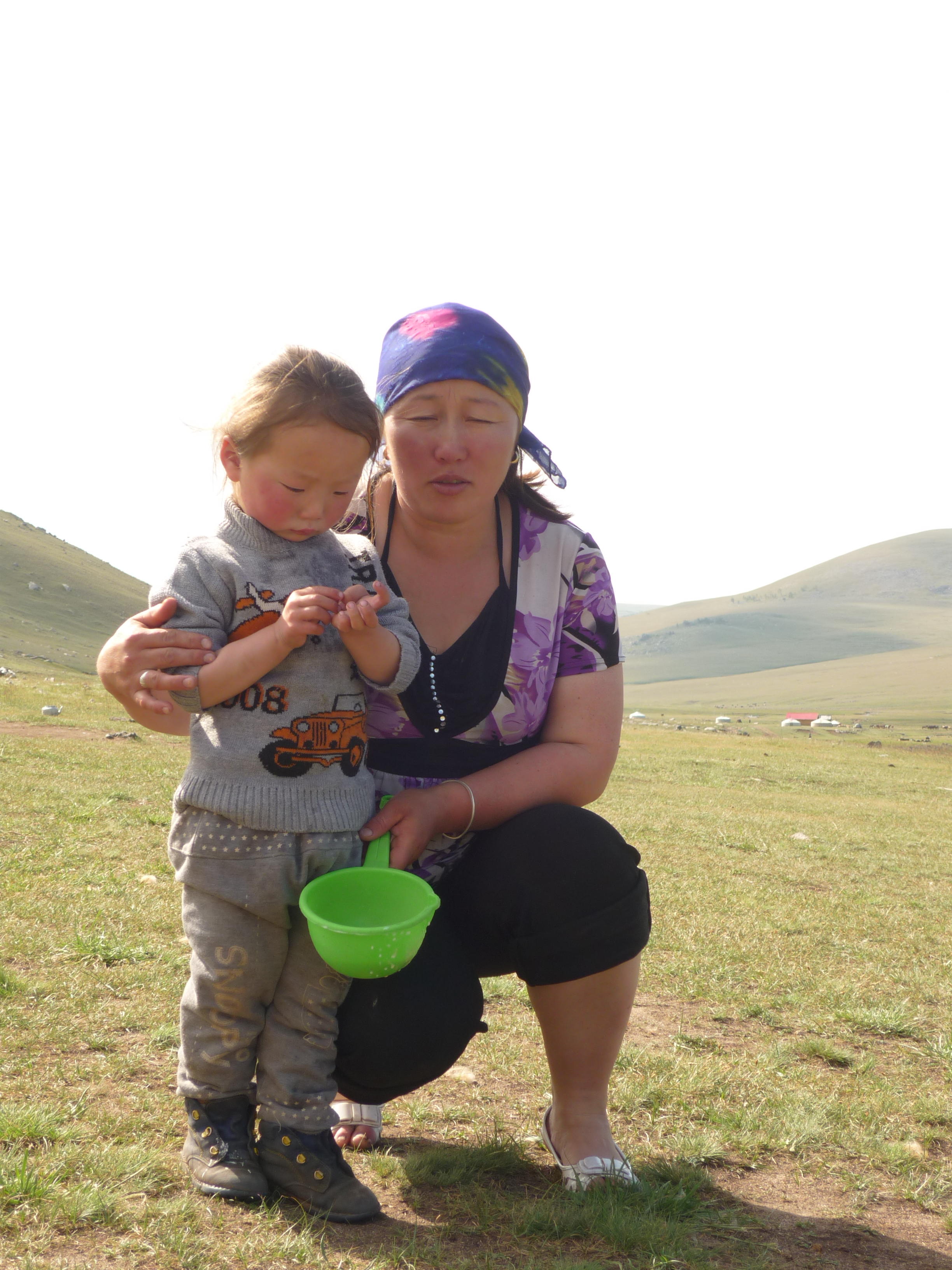
Dona amb el seu fill
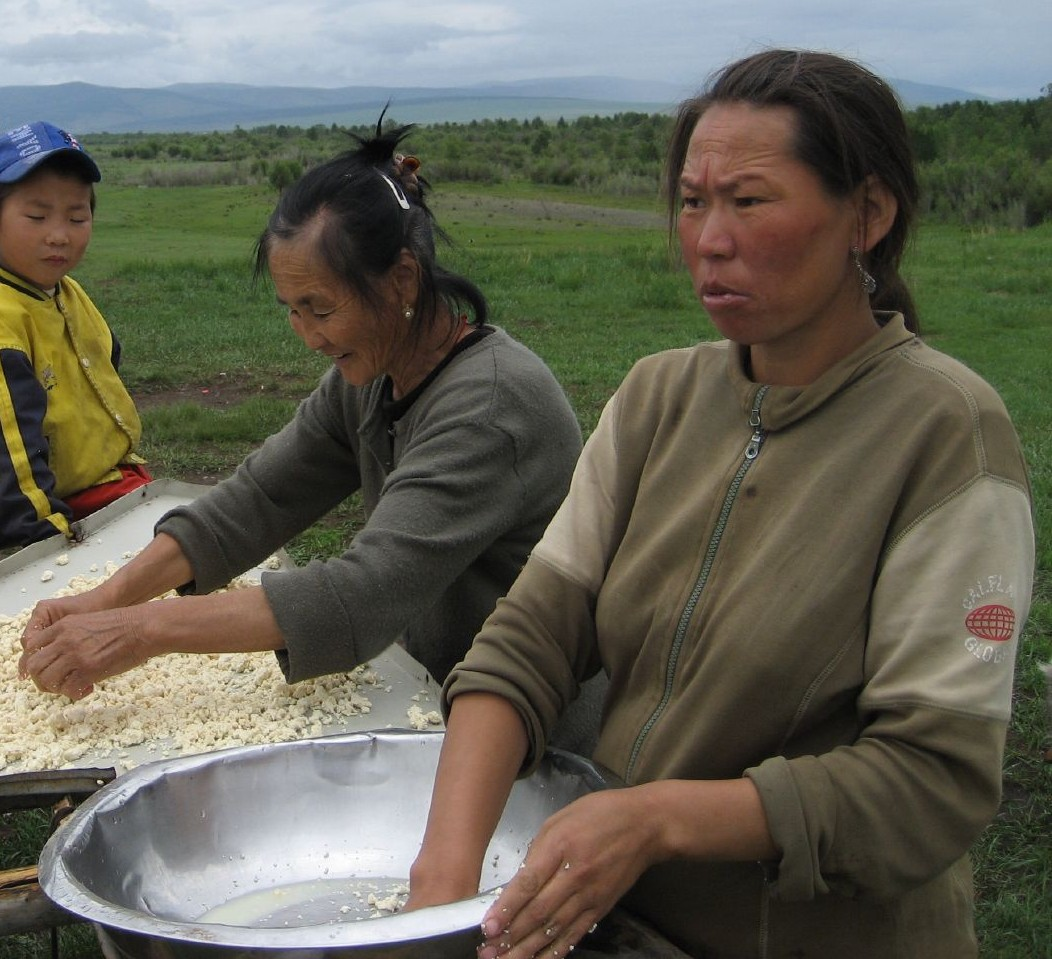
Dones utilitzant un bol per eixugar la quallada de llet per assecar-la
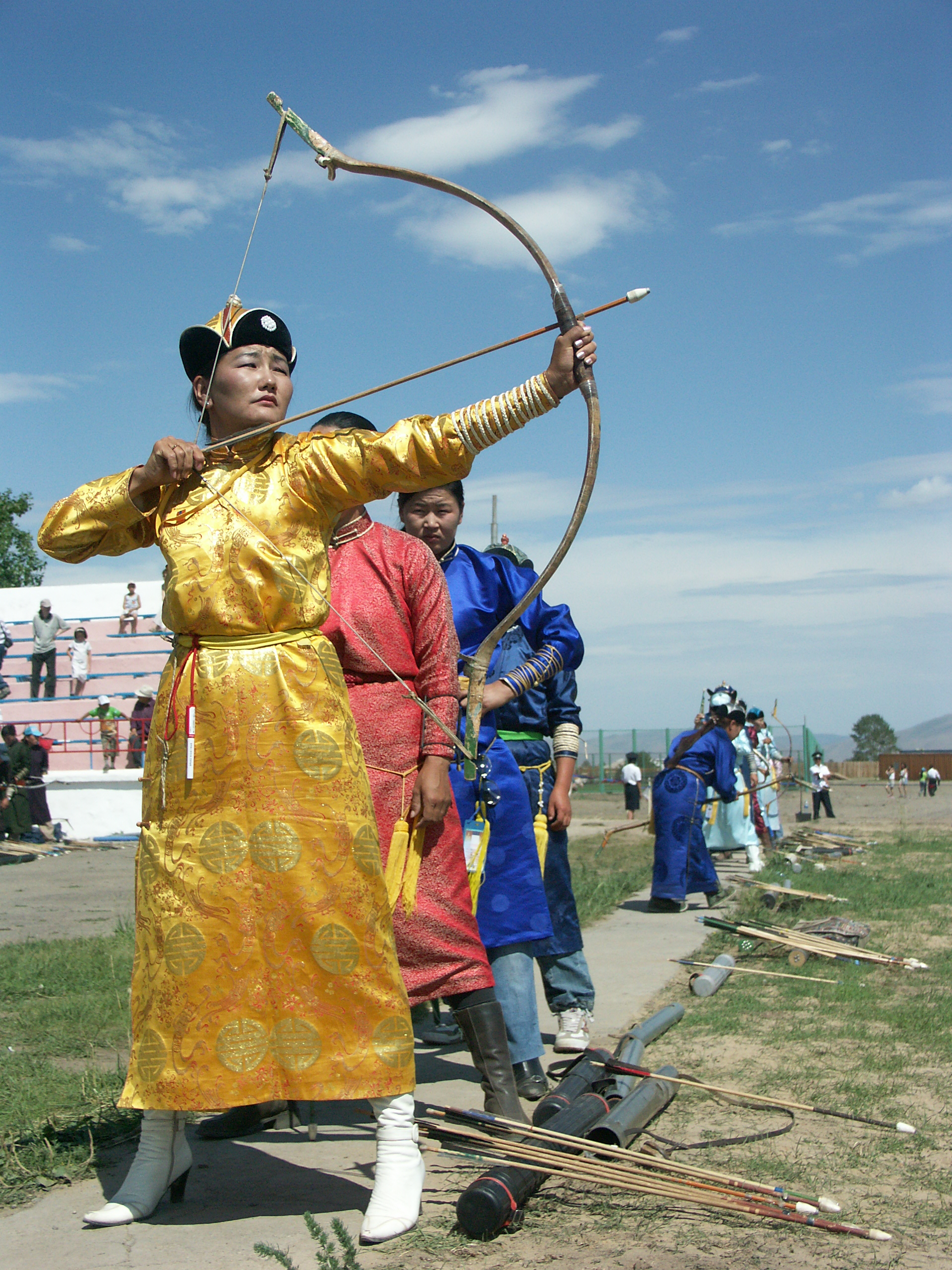
Arqueres al festival Naadam

Respecte a aquest últim, el Representant Permanent de Mongòlia davant l'ONU ja va assenyalar el 2010 que les llacunes salarials creixien sobre la base d'una taxa del 15% (2007): «les bretxes salarials de gènere s'han convertit en un problema». Això s'atribueix a la segregació sectorial entre sexes, amb una forta feminització dels sectors sanitari, educatiu, majorista i minorista, i restauració. Aquesta segregació també explica que l'elevada taxa de supervisió no es tradueix en ingressos més elevats, i els llocs de docència i de medicina en què hi ha una abundància de dones tenen una baixa remuneració.

### Participació en la vida política
Actualment, Mongòlia ocupa el 124è lloc dels 133 països pel Global Gender Gap Report (Informe de la Bretxa Global de Gènere) per la baixa participació de les dones en les estructures parlamentàries (amb una taxa de feminització del 4%), i la 109a per la participació al govern, amb un 7% de ministres.
L'alineació política a Mongòlia per a les dones és la creença que les dones són discriminades perquè són dones. Les dones també creuen que tenen poca legitimitat quan discuteixen els assumptes polítics amb els homes. En el sentit més tradicional, a la societat nòmada, a les dones no se les permetia participar en l'àmbit polític formal, ja que les seves decisions es limitaven a la llar. La subordinació de la dona a l'home a Mongòlia va arribar a la seva fi el 1921. Això va atorgar drets de ciutadania a les dones. La nova constitució també donava igualtat de drets a tots els ciutadans de Mongòlia sense tenir en compte l'origen, sexe o creences.
El 1924, les dones mongoles van poder votar i van poder ser elegides presidentes. També es va fundar la Federació de Dones, que va ser finançada pel mateix estat, permetent a més dones a participar del sistema polític. Tot i que es van fer moltes accions, encara hi ha molt a dir per a les dones del sistema polític i el desig de la igualtat que eventualment voldrien tenir i merèixer.
El 2005, el govern mongol va iniciar una política activa d'igualtat i empoderament de les dones. S'adhereix al tercer objectiu de desenvolupament del mil·lenni i tenia com a objectiu augmentar la participació de les dones al Parlament en un 30% el 2015. Sota la direcció d'un col·lectiu d'ONG de dones, es va modificar la llei electoral i es va crear un sistema de quota del 30% per a les eleccions al Gran Jural de l'Estat (Parlament mongol). Els principals partits polítics també han adoptat quotes als seus estatuts. Tot i això, el Parlament va decidir replantejar-se aquesta decisió el 2007 i, malgrat el vet del president mongol, es va anul·lar el 2008 amb el suport dels dos principals partits.

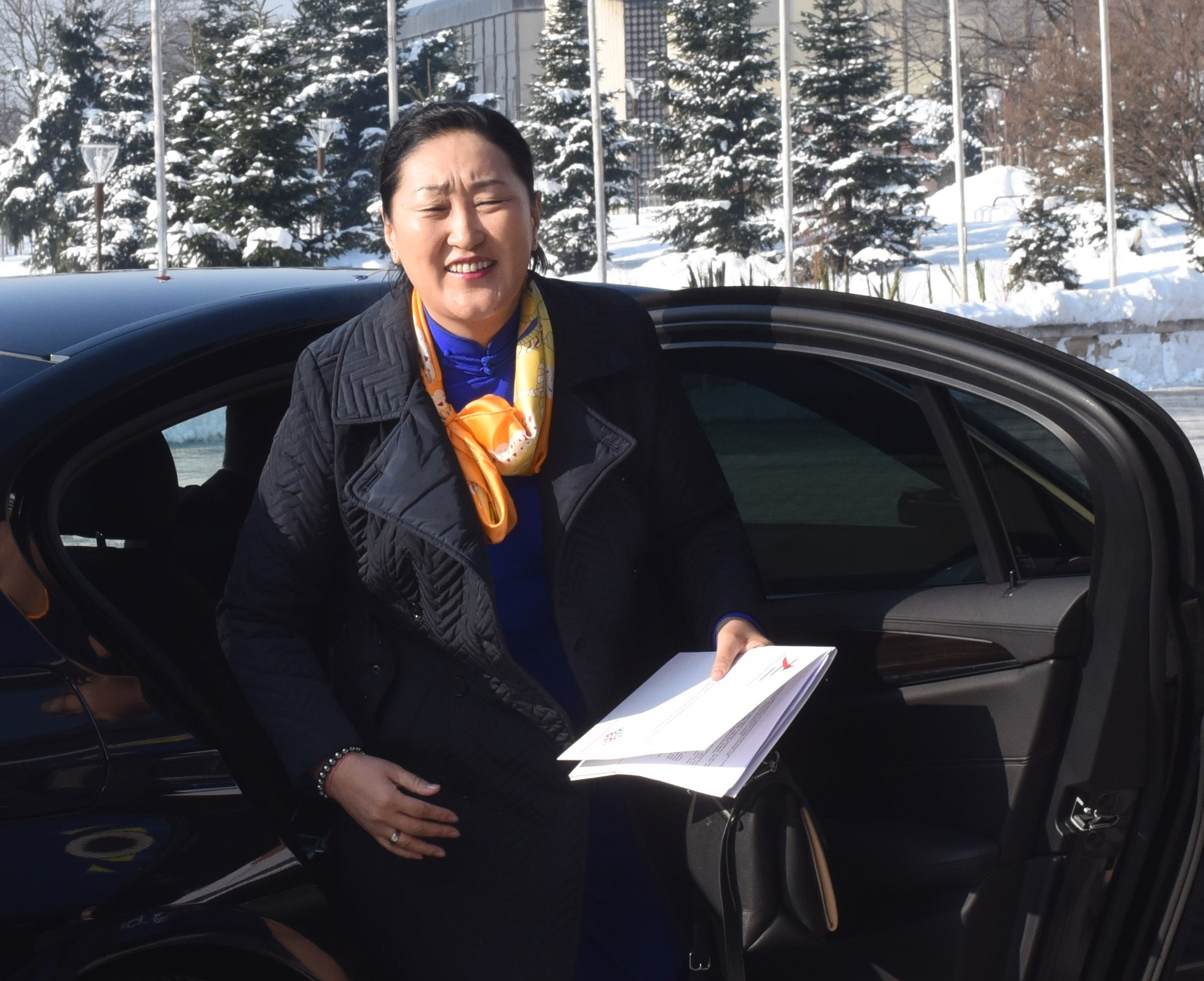
Tsedenbal Tsogzolmaa
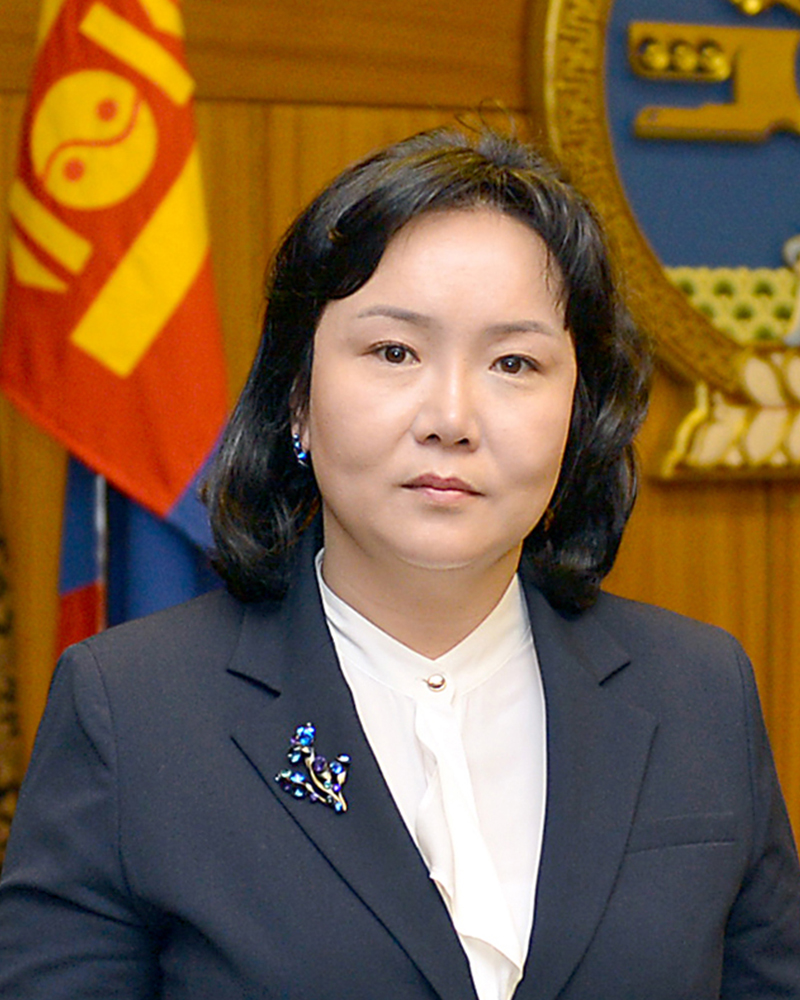
Navaan-Yundengiin Oyundari
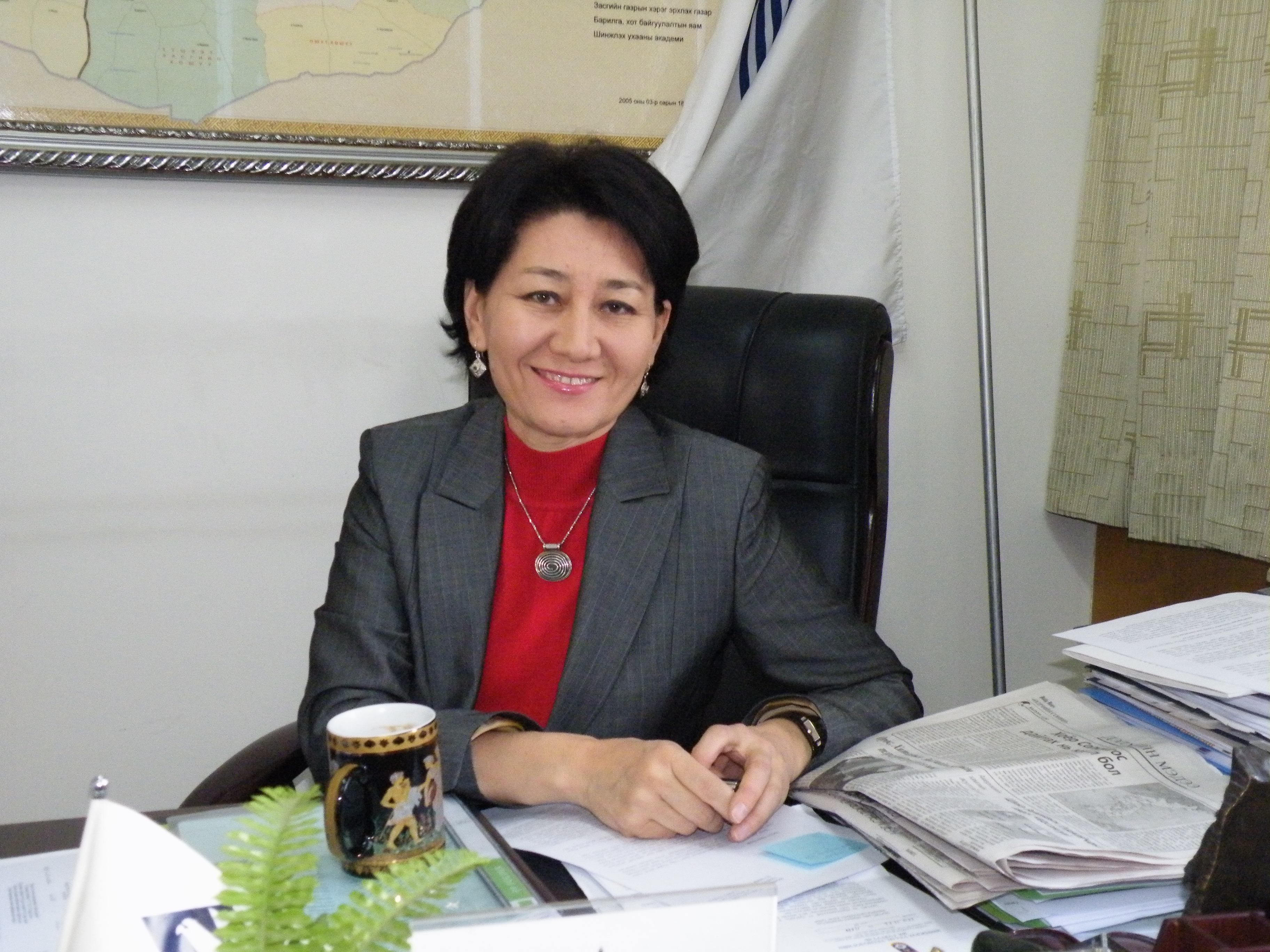
Sanjaasürengiin Oyuun

Si bé es desbloquegen fons internacionals per ajudar les dones a organitzar-se en el seu accés al poder, mentre que les candidatures de les dones a les eleccions augmenten tant a nivell local com nacional, i les associacions de dones que participen en la vida social pública són moltes, la seva representació al Parlament està en decadència. Del 23% el 1990 (Assemblea soviètica), el nombre va caure durant la ruptura el 1992, fins al 3% (tres elegides). Es remunta a les eleccions de 1996 i 2000, amb 8 electes (11%), per recaure el 2004 (5 dones, 6,5%), i 4% el 2010. Jarry analitza aquestes dificultats per creuar el sostre de vidre i conclou que si l'espai pot ser confiscat pels homes, és que «l'espai de poder, diferent de l'espai públic i polític, és un espai privat, és a dir, tancat, secret i autònom».

### El matrimoni
Les noces a Mongòlia són un dels dies més influents de la vida d'un home i d'una dona. Les noces són esdeveniments celebrats que de vegades són encara més importants que els naixements o les morts. En el passat, la història explica que les dones mongoles sovint es casaven molt joves, entre els 13 i 14 anys. Els nens sovint es casaven una mica més grans que les dones. Actualment, els més pobres normalment es casen al voltant dels 20 anys, mentre que la gent que viu en ciutats es casen més tard, entre els 20 i 30 anys. Normalment, els mongols concertaven els matrimonis i, un cop casats, no es podien casar després; es practica la monogàmia. La poligàmia està prohibida a Mongòlia. Segons l'OCDE, un estudi acadèmic publicat el 2008 a The Guardian va informar d'una forma relacionada; a causa d'un desequilibri sociodemogràfic a Ulan Bator, hi ha menys homes amb estudis que dones. Els casos de relacions adúlteres, que porten a naixements assumits únicament per la mare i la seva família, es multiplicarien.
Les cites no són tan freqüents per a aquells amb menys diners com els pastors, tot i que es practica sexe abans del matrimoni. Quan una dona es casa, normalment s'espera que vagi a viure amb la família dels nuvis. No obstant això, avui en dia les famílies nuclears són cada cop més habituals. Quan moria l'home, no era rar que la seva esposa es casés amb el germà del seu marit. Aquesta és una antiga tradició mongola que rarament es practica avui en dia. El matrimoni amb mongols normalment és un contracte; un acord per satisfer els requisits de les dues famílies en lloc d'esdeveniments religiosos. Molts matrimonis a Mongòlia són entre amics o companys de feina; així les dones solen casar-se amb homes del seu propi estatus social.

### Els drets de reproducció
Els termes es van canviar el 1921, quan es considerava que les dones eren un valor més en el creixement econòmic de la població. Aquell any va començar una revolució amb determinacions per apropar més les dones a l'àmbit públic. Aquest va ser el primer pas de l'esforç de l'Estat per promoure el creixement de la població, fent un gran èmfasi en les capacitats reproductives de les dones. Es pressionava a les dones perquè tinguessin molts fills com a part de les seves tasques cíviques amb l'estat.

### Violència de gènere
El 2005, Mongòlia va adoptar una legislació que prohibia la violència contra les dones, i el 2007 va desenvolupar un programa per combatre aquesta violència. Aquesta llei amb prou feines s'aplica ja que, segons la CEDAW, malgrat els nombrosos casos identificats, només es van presentar 20 denúncies el 2008, i la violència contra les dones encara es considera un afer privat. Segons l'OCDE, que cita un estudi del 2000, part de l'augment de famílies monoparentals de dones és el resultat d'una elecció voluntària per escapar de la influència dels homes alcohòlics, violents i aturats.

### Tràfic de dones i prostitució
El 2005, Mongòlia va adoptar un Pla nacional d'acció contra l'explotació sexual i el tràfic de nens i dones. El CEDAW es va preocupar el 2008 pel creixement d'aquest tràfic i la impunitat dels seus autors.

## Moviments feministes
La noció de feminisme no està molt estesa a Mongòlia. D'altra banda, hi ha moltes associacions que lluiten pel «dret a la igualtat de gènere» (жендерийн тегш эрх ; genderijn tegš erh).
La caiguda del règim socialista i l'obertura de Mongòlia a les relacions internacionals van fer que les ONG i els organismes oficials interessats donessin suport econòmic i de forma massiva a la xarxa d'associacions de dones, molt activa en totes les qüestions relacionades amb la democratització del país, amb vista d'influir en la política d'igualtat de gènere. Tanmateix, segons Anna Jarry-Omarova, que ha posat en dubte les raons de la fallida de les dones mongoles en obtenir representació política, aquestes ajudes tenen un efecte pervers. A causa de les restriccions de l'assignació de fons, que només s'atribueixen a partir de criteris mesurables d'èxit, i per tant, per temes definits amb precisió, les assignacions van conduir a la desaparició d'una visió global del lloc de la dona en l'empresa, a favor de la multiplicació de petites accions determinades. A causa de les condicions econòmiques difícils, les activitats prèviament voluntàries s'han convertit en una activitat econòmica per si mateixes, i l'«èxit» (o supervivència) de les dones implicades en aquests programes es deu a una hiperespecialització dels temes invertits i, per tant, condueix a una pèrdua de visió dels problemes globals, per convertir-se en només una subsistència, amb una reduïda preocupació per la situació de les dones.

## Mongoles destacades

### Actrius
- Bayartsetseg Altangerel
- Tumurbaatar Enkhtungalag
- Chuluuny Khulan

### Cantants
- Enguun
- Ganbaataryn Khongorzul
- Nominjin
- Namjilyn Norovbanzad
- Oyunaa
- Sarantuya
- Sambuugiin Serchmaa
- Uka
- Jamyangiin Urantögs
- Wuyuntana

### Directores de cinema
- Uisenma Borchu
- Byambasuren Davaa
- Baatarsuren Shuudertsetseg

### Esportistes
- Ramazangiin Aldaa-nysh
- Sanjaajamtsyn Altantuyaa
- Mönkhjantsangiin Ankhtsetseg
- Dashzevgiin Ariunaa
- Lkhamaasürengiin Badamsüren
- Zorigtyn Batkhuyag
- Tümen-Odyn Battögs
- Baatarkhüügiin Battsetseg
- Soronzonboldyn Battsetseg
- Tsagaan Battsetseg
- Namkhaidorjiin Bayarmaa
- Erdenebilegiin Bolormaa
- Mönkhbaataryn Bundmaa
- Ochirbatyn Burmaa
- Sündeviin Byambatseren
- Miroslava Dagbaeva
- Sambuugiin Dashdulam
- Erkhemsaikhany Davaajargal
- Ravdangiin Dechinmaa
- Erdene-Ochiryn Dolgormaa
- Munkhbayar Dorjsuren
- Davaagiin Enkhee
- Tsogtbazaryn Enkhjargal
- Tüvshinjargalyn Enkhjargal
- Khishigbatyn Erdenet-Od
- Otryadyn Gündegmaa
- Tsagaandorjiin Gündegmaa
- Sandagdorj Handsuren
- Jigjeegiin Javzandulam
- Galbadrakhyn Khishigsaikhan
- Pürevjargalyn Lkhamdegd
- Tsedenjavyn Lkhamjav
- Baldorjyn Möngönchimeg
- Tungalagiin Mönkhtuyaa
- Bayartsogtyn Mönkhzayaa
- Tsedevsürengiin Mönkhzayaa
- Tsogbadrakhyn Mönkhzul
- Dashzevgiin Namjilmaa
- Gankhuyag Nandinzaya
- Tsend-Ayuushiin Naranjargal
- Ochirbatyn Nasanburmaa
- Dorjiin Norolkhoo
- Erdene-Ochiryn Ochirsüren
- Badrakhyn Odonchimeg
- Pürevdorjiin Orkhon
- Luvsanlkhündegiin Otgonbayar
- Naidangiin Otgonjargal
- Chinbatyn Otgontsetseg
- Davaasükhiin Otgontsetseg
- Galbadrakhyn Otgontsetseg
- Gantömöriin Oyuungerel
- Banzragchiin Oyuunsüren
- Davaasürengiin Oyuuntuyaa
- Dorjgotovyn Pürevloov
- Dashtserengiin Saintsetseg
- Dorjsürengiin Sumiyaa
- Erdenechimegiin Sumiyaa
- Sükheegiin Tserenchimed
- Dorjgotovyn Tserenkhand
- Adiyaasambuugiin Tsolmon
- Yadamsürengiin Tuyaa
- Mönkhbatyn Urantsetseg
- Bishindeegiin Urantungalag
- Bayaryn Yesüi

### Models
- Bayartsetseg Altangerel
- Selenge Erdene-Ochir
- Anu Namshir
- Gankhuyagiin Oyuungerel
- Enkhjin Tseveendash

### Polítiques
- Undraa Agvaanluvsan
- Sanjaasürengiin Oyuun
- Navaan-Yundengiin Oyundari
- Davaajantsangiin Sarangerel
- Oyungerel Tsedevdamba
- Nyam-Osoryn Tuyaa
- Natsagiin Udval
- Sonomyn Udval
- Sükhbaataryn Yanjmaa

### Altres
- Anu (reina consort)
- Bayarjargal Agvaantseren (activista)
- Khajidsuren Bolormaa (mineralogista)
- Tumen Dashtseveg (acadèmica)